# Tomopteris poliglandulata
Tomopteris poliglandulata är en ringmaskart som beskrevs av Caroli 1932. Tomopteris poliglandulata ingår i släktet Tomopteris och familjen Tomopteridae. Inga underarter finns listade i Catalogue of Life.